# مايك غريدي
مايك غريدي (بالإنجليزية: Mike Grady)‏ هو ممثل بريطاني، ولد في 6 فبراير 1946 في المملكة المتحدة.

## وصلات خارجية
- مايك غريدي على موقع IMDb (الإنجليزية)
- مايك غريدي على موقع قاعدة بيانات الفيلم (الإنجليزية)